# Pavelló dels Faisans
El Pavelló dels Faisans o Castell dels Faisans (Fasanenschlößchen) és un pavelló situat al parc del castell de Moritzburg a Saxònia, en una part anomenada el Gran Estany Inferior.

## Història

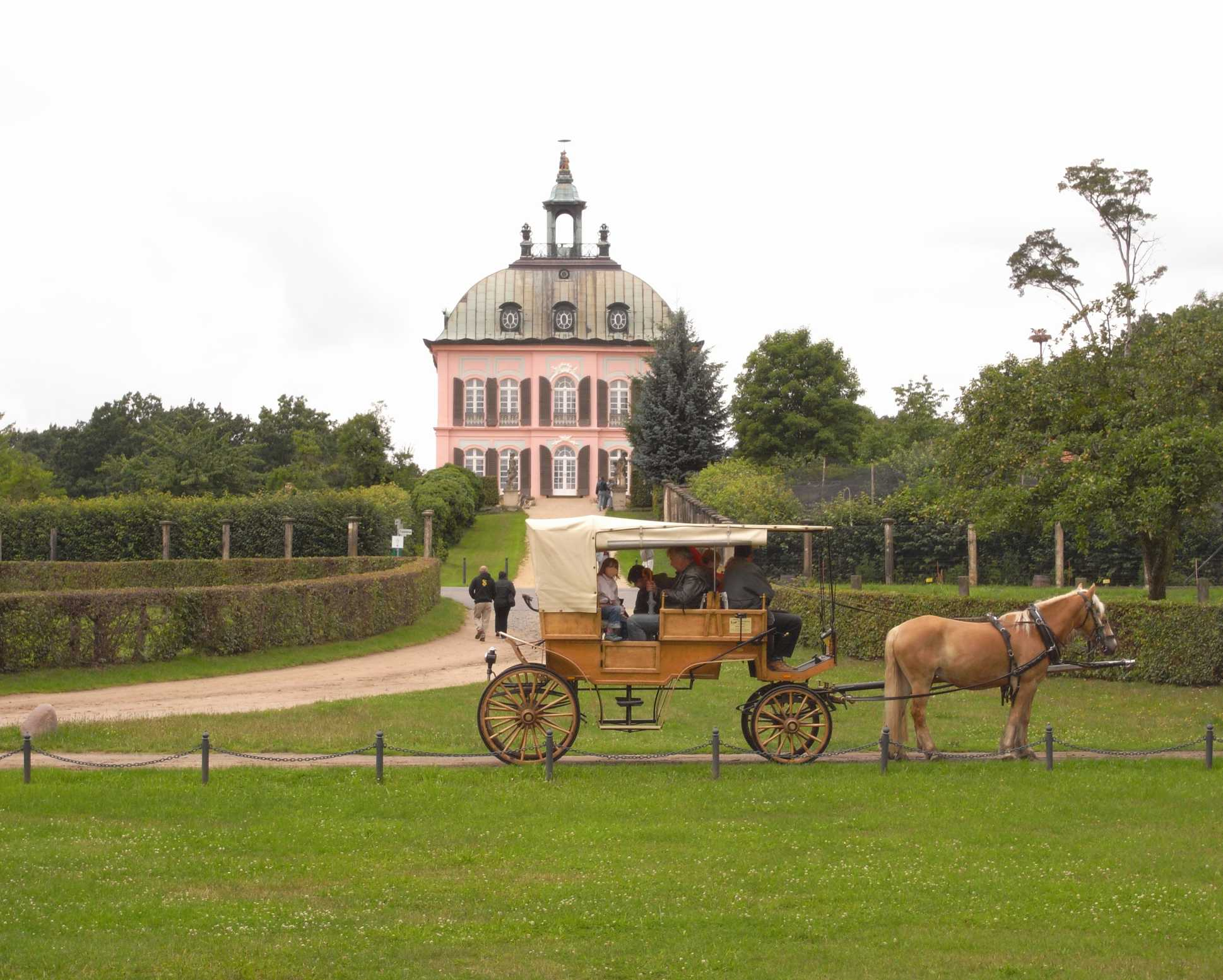
Façana nord del petit castell dels Faisans

El pavelló de caça dels faisans del ducat de Saxònia fou erigit per ordre de Frederic Cristià I de Saxònia en estil rococó a partir de 1769 pels arquitectes de la cort Johann Daniel Schade i Johann Gottlieb Hauptmann i es va acabar el 1782.
Presenta forma d'un petit castell rectangular amb dos nivells. El teulat és rematat per un petit campanar barroc amb escultures. La façana sud i la façana est estan ornades per una escalinata barroca, la del sud està decorada amb putto. Diverses estàtues de gres decoren el jardí del pavelló.
Frederic August I de Saxònia en va fer la seva residència d'estiu i a l'interior, hi ha petits salons i cambres confortables, decorades amb tot el refinament de l'època. El castell fou possessió de la casa de Saxònia fins al 1945, any que els béns d'aquesta família foren nacionalitzats per les autoritats comunistes en virtutu de l'abolició de la propietat privada. L'edifici guarda des de 1996 una col·lecció d'ornitologia, així com un museu d'arts decoratives.